# Antiga Clínica l'Aliança
L'Antiga Clínica l'Aliança és una obra de Mataró (Maresme) inclosa a l'Inventari del Patrimoni Arquitectònic de Catalunya.

## Descripció
L'edifici ha estat molt transformat, però amb tot, conserva la claredat compositiva de les obertures i el ritme de la galeria del pis superior separada per petites columnes. Per sobre un fris i una cornisa que s'acosta als postulats racionalistes.

## Història
El monumentalisme de Ferrés i Puig és contrari al modernisme academitzat i al noucentisme clàssic. Incorpora elements avantguardistes i en els seus monuments, com l'antiga Aliança, utilitza el nou llenguatge estètic dels nous materials i això l'acostarà cap al racionalisme dels anys posteriors.